# Abe-ryū
Abe-ryū (安部流) også kendt som Abe-tate-ryū (安部立流) var en japansk sværdskole, stiftet af Abe Gorodaiyu (安部 五郎太末) i 1667. Abe var en discipel fra Taisha-ryū, en sidegren af Shinkage-ryū.
Abe-ryū er velkendt som den første fægteskole, som anvendte begrebet Kendō 剣道 i forbindelse med anvendelse af budo-systemet Kobudo, i år 1673. Ældre kilde bekræfter, at Abe Gorodaiyu var den første kendte person i Japan, som anvendte begrebet Kendō. Kendō, eller ken no michi, "sværdets vej", var en beskrivelse af hans undervisning i hans ryū. Abes undervisningsmetode lagde vægt på den mentale og moralske træning frem for fysiske teknikker. Før denne periode blev fægtekunst generelt betegnet som Kenjutsu. Der er ingen direkte forbindelse mellem begrebet kendō i denne periode og den moderne form for kendō, der blev skabt efter Meiji-restaurationen i 1868.